# Cratere Sierpinski
Sierpinski è un cratere lunare di 66,94 km situato nella parte sud-occidentale della faccia nascosta della Luna.